# Brachystelma letestui
Brachystelma letestui là một loài thực vật có hoa trong họ La bố ma. Loài này được Pellegr. mô tả khoa học đầu tiên năm 1926.